# ماوي (ميانة)
ماوي هي قرية في مقاطعة ميانة، إيران. يقدر عدد سكانها بـ 77 نسمة بحسب إحصاء 2016.